# Roger Dale
Pour les articles homonymes, voir Dale.
Roger Dale, né le 13 septembre 1950 à Liverpool, est un peintre canadien et anglais, vivant et travaillant actuellement à Strasbourg, en Alsace. 
Sa famille s'installe au Canada en 1952. Roger Dale rencontre l'artiste-chaman ManWoman en 1971 qui confirme sa vocation d'artiste. C'est grâce à lui qu'il intègre l'Alberta College of Art and Design de Calgary en 1973. Il y suit l'enseignement de Jean Detheux et fait la connaissance de Christo. Il assiste Chris Burden dans le cadre de la performance : "Do you believe in television ?" en 1976.
Pendant sa période canadienne, il effectue de nombreux voyages initiatiques en solitaire à New York, Londres et Paris. 
Ensuite, il arrive en France en 1977 et effectue un MFA à la "Schiller Europe University" à Strasbourg. Il y rencontre Louis Fantasia qui lui révèle l'importance de l'aspect théâtral dans l'enseignement. 
Roger Dale entre comme professeur à la Haute École des Arts du Rhin en 1979 (où il enseigne jusqu'en 2019). 
En 1981, il fait la connaissance de Peter Dreher, artiste allemand, qui aura une influence majeure sur son travail et deviendra son ami. 
En 1983, Roger Dale va en résidence à la Camargo Foundation de Cassis dans l'ancien atelier de Winston Churchill. 

## Son travail ...
Il est essentiellement constitué de paysages, exclusivement d'après nature. Roger Dale porte un intérêt tout particulier à la réalité et au regard que l'on porte sur celle-ci, ainsi que sur l'équilibre de l'ordre et du chaos: comment l'ordre se greffe sur le chaos. Malgré l'apparent hyperréalisme de ses peintures, elles ne comportent pas de détails et sont extrêmement gestuelles et dynamiques. Roger Dale fait plus ou moins abstraction des "règles" pour travailler de manière très intuitive.
Cherchant à approfondir quelque chose, il ne craint pas de se répéter.
Sur nombre de ses paysages, Roger Dale focalise un point et dessine ce qu'il voit, sans regarder ailleurs que le point central qu'il a choisi. C'est pourquoi, sur ses toiles généralement le milieu est net et les bords sont flous.
Depuis 1979, Roger Dale expose un peu partout dans le monde, surtout en Europe et aux États-Unis, mais aussi en Égypte. Il est également intervenant dans différents établissements artistiques, en France, en Allemagne, en Angleterre, au Canada, en Égypte et en Sibérie.
En 1994, Roger Dale a réalisé une série de cent peintures à l'intérieur de l'ancien camp de concentration nazi du Struthof, représentant des vues de l'extérieur, sous le titre "Struthof: 100 Vues de la Liberté".
Autres œuvres d'engagement personnel:
- Portrait inachevé : réalisation d'une série de portraits des survivants du siège de Gorazde, Bosnie-Herzegovine.
- Paysages après éclipse : série de tableaux réalisés à Pocitelj, ville détruite en 1992, Bosnie-Herzegovine.

Roger Dale réalise parfois des performances de peintures, comme le 11 septembre 2010, faire une peinture en soixante minutes (en référence à son âge) avec des gants de boxe.
En janvier 2008, le Centre européen d'actions artistiques contemporaines (CEAAC) lui remet le prix de la région Alsace.
Roger Dale a été honoré en 2015 du titre de Chevalier de l'Ordre des Arts et des Lettres par le Ministère de la Culture et de la Communication français. 